# Chevresis-Monceau
Chevresis-Monceau är en kommun i departementet Aisne i regionen Hauts-de-France i norra Frankrike. Kommunen ligger  i kantonen Ribemont som ligger i arrondissementet Saint-Quentin. År 2022 hade Chevresis-Monceau 335 invånare.

## Befolkningsutveckling
Antalet invånare i kommunen Chevresis-Monceau
Referens: INSEE